# KV-13

El KV-13 era un tanc mitjà experimental de l'URSS, creat i dissenyat durant Segona Guerra Mundial. Va començar a ser desenvolupat en el cos de tanc KV-1, en el centre de disseny SKB-2, en la fàbrica de tractors de Chelybinsk, a finals de 1941, principis de 1942, com un tanc de combat principal, amb la intenció de reemplaçar els T-34 i els KV-1 a la vegada.

## Desenvolupament
El primer prototip del KV-13 va ser construït en la primavera de 1943, però a finals d'aquell any, es va demostrar que, aquest tanc tenia algunes deficiències molt importants, com que per exemple, li faltava més blindatge, una torreta de 3 operaris, i no era gaire bo movent-se molt. Mentre que en desembre de 1942, s'incorporaven aquestes modificacions en dos prototips, la seva producció era discontinua, però la producció de T-34 seguia sent continua. Aquells dos prototips, van ser les bases per a nous tancs, com per exemple els tancs pesats IS (Iosif Stalin).